# Англесборо
Англесборо (Эйнджелсборо) (англ. Anglesboro, также Anglesborough, Gleanagruer; ирл. Gleann na gCreabhar) — деревня в Ирландии, находится в графстве Лимерик (провинция Манстер) у подножия гор Галти.